# Guide Michelin

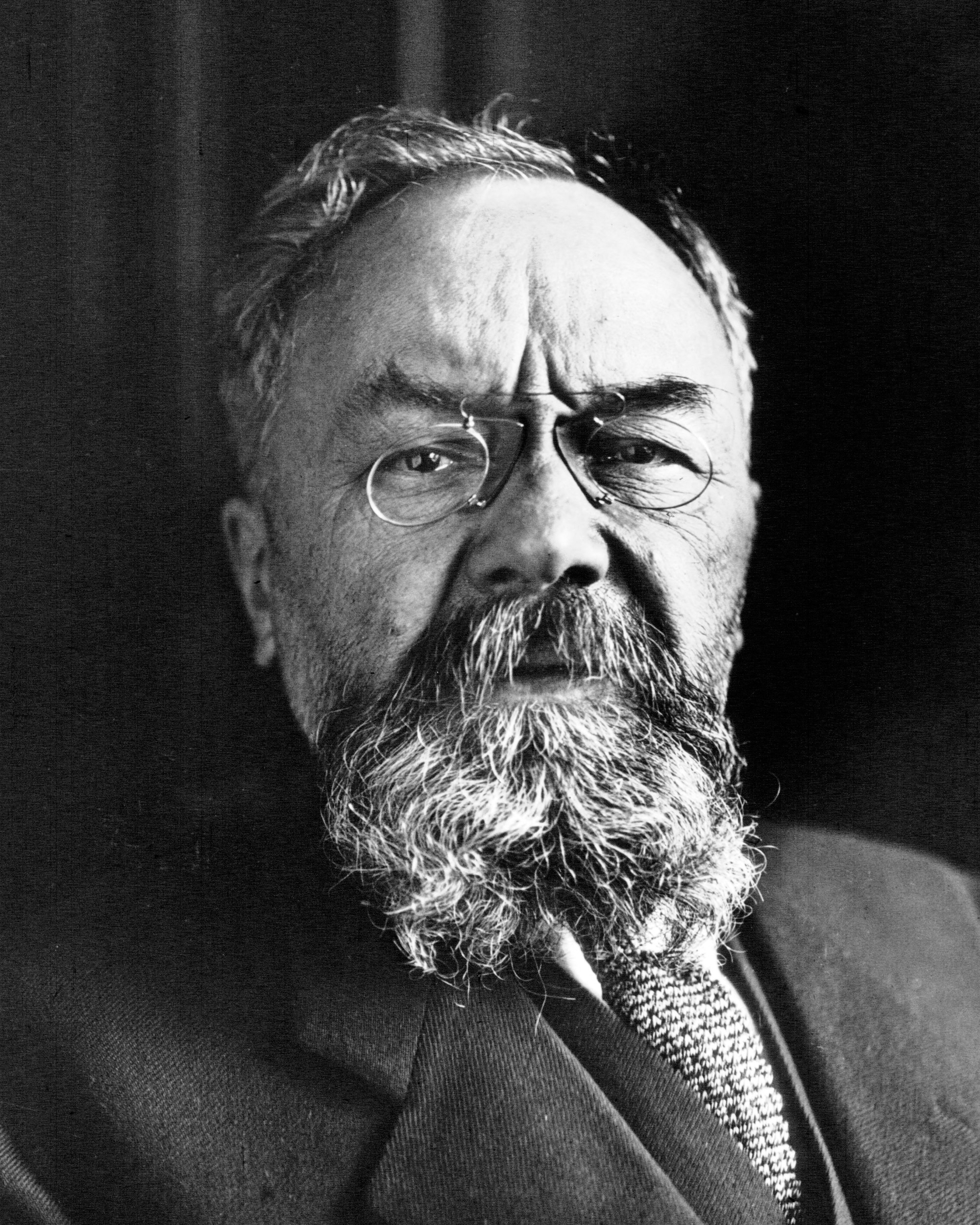
André Michelin

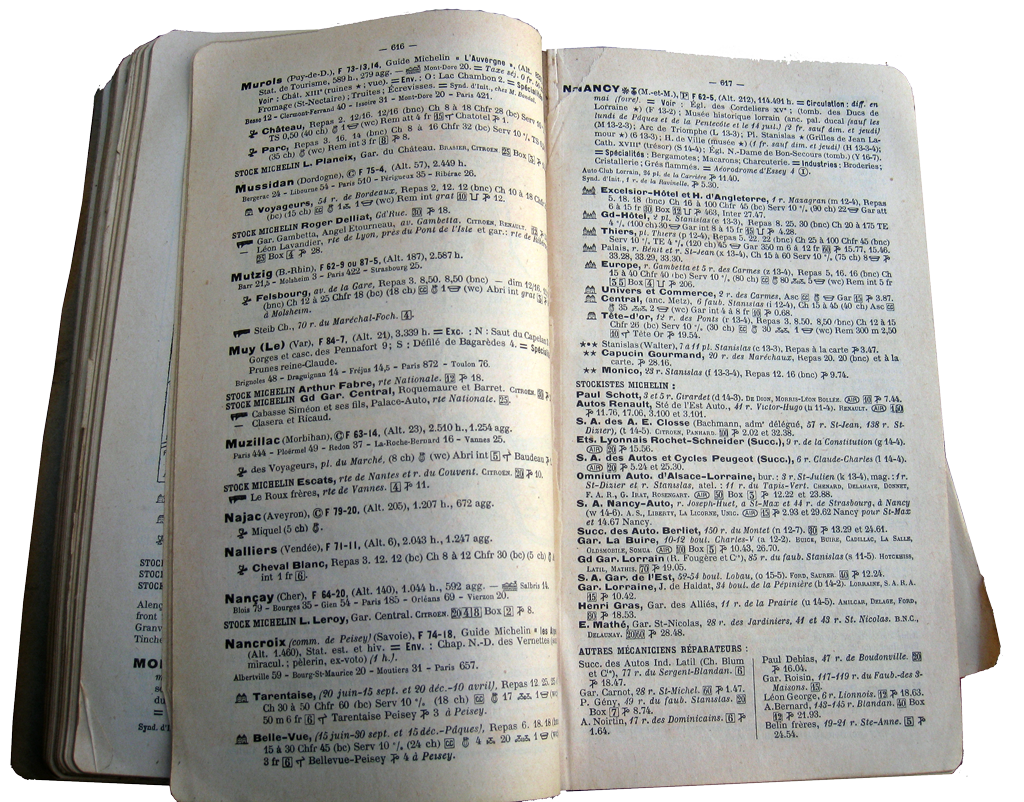
Az 1929-es Michelin Guide belső lapjai

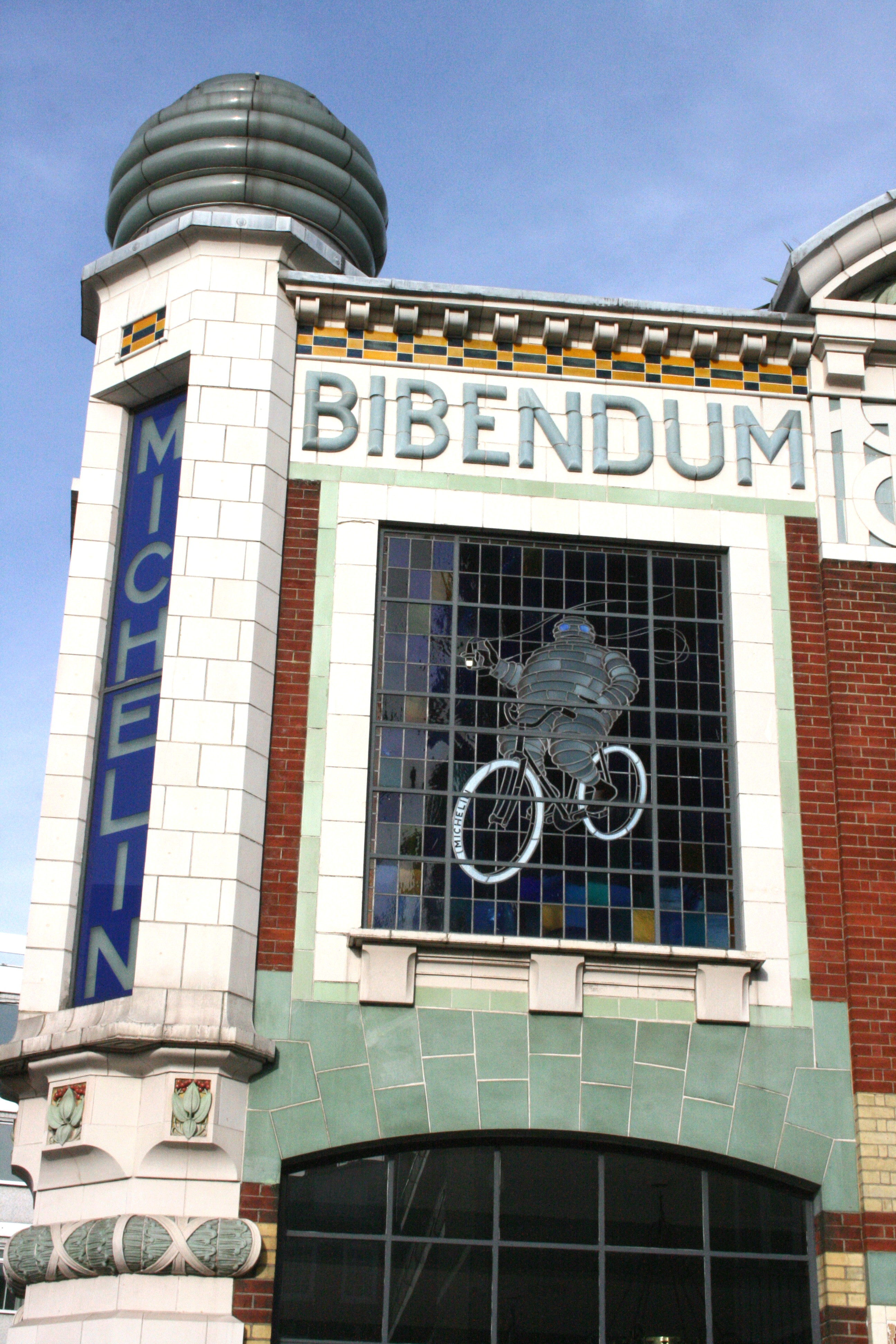
Michelin Bibendum

A Guide Michelin („Michelin Kalauz”, angolul: Michelin Guide) egy nevezetes francia étterem- és szállodakalauz, amelynek Michelin-csillagnak nevezett elismerése a tökéletesség nemzetközi szimbólumává vált a szakácsművészet területén.
...a Michelin éttermi kalauz az új évszázaddal érkezik, és látni fogja még az új évezredet is.

## Története
Edouard Michelin francia üzletember és testvére, André 1891-ben feltalálták a leszerelhető gumiabroncsot. Mivel a találmánynak nagy sikere lett, 1889-ben megalapították a Michelin céget a francia Clermont-Ferrandban. Hogy az autósok megvegyék és minél többet használják a Michelin gumikat, kiadtak egy olyan térképet, amelyen kitűnő éttermek és hotelek szerepelnek. Ezzel próbálták meg rábírni a turistákat, hogy kitérőket tegyenek az utak mentén és használják a Michelin gumiabroncsokat. 
A Guide Michelin nagyon hasznos kiadványnak bizonyult (eleinte ingyen osztogatták), a kezdetekben csak Párizs térképét és a környező városokhoz vezető autóutakat tartalmazta, ezzel segítve a sofőröket. A cég bátorította az utazókat, hogy gyűjtsenek minél több adatot az utakról és a környező hotelekről, ezekkel az információkkal aztán a későbbi kiadványokat kibővítették. Ezek a kiadványok már külön tartalmazták a Francia Autóklub által ajánlott helyeket és értékelték a szálláshelyek minőségét és ellátását. 1904-től a kalauz nemzetközivé vált, Olaszország, Svájc, Belgium, Luxemburg, Hollandia és az Egyesült Királyság is külön kötetet kapott. 1919-ben jelentek meg először a vörös borítójú könyvek, amelyek több országra vonatkoztak egyidejűleg. A zöld színű Michelin könyveket először a második világháború előtt adták ki. 
A Michelin cég leányvállalata, a ViaMichelin ma már digitális formában is hozzáférhetővé teszi a térképeket és ajánlásokat. A könyvek egész Európára érvényesek, 2007-ben már New York és San Francisco szállodái és éttermei is külön kiadványban szerepelnek. 2009-től az európai és amerikai piros és zöld kalauzok elérhetők majd a Nokia Maps 3.0 szoftvert használó Nokia mobiltelefonokon. Az iPhone-tulajdonosok az Apple internetes üzletein keresztül vásárolhatják meg a programot. 2009. október 13-án a MICHELIN Guide Kyoto Osaka 2010 első kiadását jelentette meg a Michelin cég. A kiadvány 150 csillagos éttermet és Ryokant tartalmaz Japánban.

## A Michelin-csillag

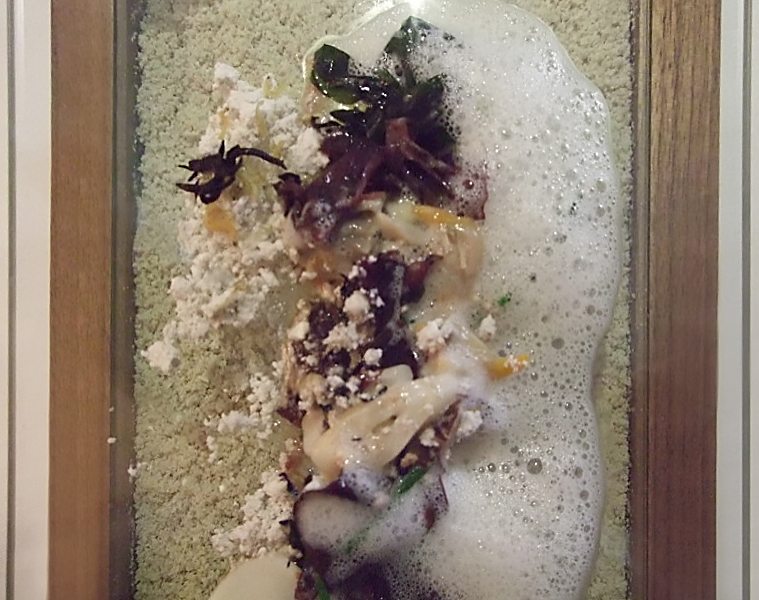
A három Michelin-csillagos Fat Duck étterem Sound of the Sea nevű ételkölteménye

A Vörös Könyv a hotelek és éttermek értékeléséhez egy szimbólumrendszert alkalmaz, amely jelöli árkategóriájukat és komfortosságukat. Az éttermeket öt szempont szerint értékelik:
1. Az ételek minősége
2. A sütés, főzés, ízesítés tökéletessége
3. A konyha eredetisége, stílusa
4. Az ár-érték arány
5. A látogatások gyakorisága

A névtelen kritikusok (franciául inspecteur-ök) véleményezése alapján kap az étterem egy vagy több csillagot. A vizsgálat során csupán az ételeket minősítik, a felszolgálást, a teríték minőségét, a dekorációkat nem veszik figyelembe.
Az inspecteur-ök évente nagyjából 250 éttermet látogatnak meg, kiadványukban a Main Cities-ben Európa 20 országának 43 városában lévő éttermei és szállodái szerepelnek.
- Egy csillaggal () minősíti a Vörös Könyv a „kellemes úti kitérőt jelentő, kiváló fogásokkal büszkélkedő” éttermeket.
- Két csillagot ( ) kapnak azok a kitűnő éttermek, amelyek miatt érdemes az utazóknak hosszabb kitérőket is tenni.
- Három csillagot (  ) adnak azoknak a helyeknek, amelyek meglátogatása külön utazást is megér.

Nem séfek kapják, hanem éttermek. A kalauzban az étterem neve mellett szerepel a csillag. Azaz hívhatjuk Michelin-csillagos séfnek Miguel Vieirát és Szulló Szabinát, a valóság az, hogy ez tényleg legnagyobb részt az ő érdemük, de étterem kapja a kitüntetést. Nem véletlen, hogy az éttermeknél gyakran meg sincs említve a séf neve a kalauzban. Ergo magával sem viheti egy séf, hiszen nincs is neki. És az étterem sem veszíti el, ha távozik a séf. Ennek ellenére a köznyelvben, gyakran mondják, hogy „Michelin-csillagos séf”.
Szakértői vélemények szerint a Michelin az újító szakácsokat részesíti előnyben. A tradicionális ételek felújításán túl, a szakácsnak valamilyen új receptet, meglepő ízvilágot, rá jellemző különlegességet kell produkálnia.

### 2010 új szimbólumai
- Egészségedre! Kanpai! vagy Sante'! - azokra az éttermekre hívja fel a figyelmet, ahol jelentős koktél- vagy szakéválasztékot kínálnak.
- Az új étteremkategória szimbólumai a kistányérok, az egyedi választékkal rendelkező éttermek részére.
- Valet Parking - kocsirendező-szolgálat, a külvárosokból gyakran autóval érkező vendégek kedvéért.[4]

A világon 54 három csillagos étterem található, ezek többsége Európában, de Amerikában és Kínában is adtak már Michelin-csillagot. A Guide Michelin vetélytársa a Gault Millau éttermi kalauz, amely aprólékos pontrendszer alapján dönti el, hogy melyik étterem, milyen minősítést kapjon. Ez a minősítés azonban az éttermek mintegy 5%-át érinti csupán, ezért egy másik rendszer is támogatja, hogy az éttermek eljuthassanak a Michelin-csillagos szintre. Az ételellenőrök 1997-ben hozták létre a Bib Gourmand szimbólumrendszert, amely az éttermeket ár-érték szerint rangsorolja. A Bib Gourmand éttermekre a kiváló minőség mellett a mérsékelt ár a jellemző, az ilyen éttermek rövidítése Rest, jelzése a piros Michelin Bibendum, a Michelin csoport kabalájának a feje.

## Magyar vonatkozások
- 2010. március 16-án Budapesten Gerendai Károly étterme, a Costes kapta meg elsőként, egyetlen magyarországi étteremként a Michelin-csillagot.[7]
- 2011-ben a Vörösmarty téri Onyx Étterem érdemelte ki az egy csillagos elismerést, a Costes pedig meg tudta őrizni a csillagot.[8]
- 2014-ben a Borkonyha étterem is egy Michelin-csillagot kapott.[9]
- 2015-ben a budapesti Tanti kapta meg az elismerést.[10] 2017-ben elvették a 2015-ben szerzett csillagot[11]
- 2016-ban a Costes Downtown is egy csillagot kapott.[12]
- 2018-ban Magyarországon, Budapesten rendezte meg második díjátadó ünnepségét a Michelin Kalauz, amit a Magyar Turisztikai Szövetség szervezett meg a Várkert Bazárban. A nagy várakozást megelőző eseményen kiderült, hogy a Costes (Palágyi Eszter séf), Costes Downtown (Tiago Sabarigo séf), Borkonyha (Sárközy Ákos séf) éttermek megőrizték az egy csillagos minősítést, míg a Mészáros Ádám séf által vezetett Onyx megszerezte második Michelin csillagját. Bib gourmand minősítést kapott a Stand25 (Szulló Szabina és Széll Tamás séfek), ajánlott étterem lett az Olimpia vendéglő (Ádám Csaba séf).[forrás?]

Ezen kívül a ViaMichelin ajánlást ad néhány kitűnő hely meglátogatására, a fentieken kívül 24 éttermet jelöltek meg. Ilyen hely a várbeli Alabárdos, a Bock bisztró, a Csalogány 26, a Baraka, a MÁK vagy az Arany Kaviár, ZONA, 21, Pierrot, Tigris, Tanti.[mikor?]
- 2022-ben először kaptak vidéki éttermek is Michelin-csillagokat: a Platán Gourmet (Tata) két csillagot is, és egyet a 42 (Esztergom).[13]

(2011), (2012), (2013), (2014), (2015)

## Legendás csillagok

### A csúcstartó
Joël Robuchon, a legtöbb csillaggal büszkélkedik a világon, melyeket a világ különböző éttermeiben szerzett. (Hongkong, Las Vegas, London, Macau, Monaco, New York, Párizs és Tokió)

### A szakácsok pápája
Paul Bocuse, „a szakácsok pápája” három csillag birtokosa, melyet hosszú évek óta birtokol. Több Michelin-csillagos séf tanítója, aki a szakmát Ferdinand Pointtól, a legendás szakácstól tanulta. A róla elnevezett Bocuse d'Or verseny a szakácsszakma legnagyobb és legrangosabb versenyének számít.

### Monsieur Hatcsillag
Alain Ducasse, aki két éttermével is elnyerte a három Michelin-csillagot. Ezek a Plaza Athénée és a Louis XV Restaurant éttermek, saját szakácsiskolája van, ahol Michelin-csillagos séfek járnak tanulni hozzá.

### A legfiatalabb kétcsillagos séf
Patrick LeNôtre, a Pré Catelan Restaurant szakácsaként 1976-ban kapta meg az első Michelin-csillagot, három hónappal munkába állása után. A második csillagra csak egy évet kellett várnia, 1977-ben megint kitüntették vele, tíz éven belül hét csillagot szerzett.

### A konyha ördöge
Gordon Ramsay, aki mára már 16 Michelin-csillag birtokosa, 1993-ban a londoni Aubergine étteremnek három év alatt két Michelin-csillagot szerzett és azóta éttermei rendre kapják a gasztronómiai elismerés eme formáját.

## Botrányok
Komoly presztízsveszteségnek számít elit gasztronómiai körökben, ha egy híres séf nem kapja meg vagy elveszíti a Michelin-csillagot, vagy veszít a Gault Millau kalauz pontszámából.

## Michelin csillagos éttermek

### Háromcsillagos () éttermek
A világ 54 három csillagos étterme közül 26 Franciaországban van.
- Les Prés D'Eugenie, Párizs
- Lung King Heen, Hongkong, Four Seasons Hotel étterme[16]
- El Bulli, „Mission Impossibile”, Katalónia, Roses, séf Ferran Adrià. (2011-ben bezárt.)[17]
- Fat Duck, Bray városka a Temze partján, séf Heston Blumenthal.[18]
- Louis XV., XV. Lajos, Monaco, séf Alain Ducasse.

### Magyarországi éttermek[19]
- Onyx Étterem  , Budapest; séf: Mészáros Ádám (2021-ben bezárása miatt mindkét csillagot elvesztette)[20]
- Stand   ;Budapest; séf: Széll Tamás, Szulló Szabina
- Platán Gourmet   ; Tata; séf: Pesti István
- Costes , Budapest; séf: Koppány Levente
- Borkonyha , Budapest; séf: Sárközi Ákos
- Tanti , Budapest; séf: Eszenyi Dániel (2017-ben elvették a 2015-ben Pesti István vezetésével szerzett csillagot)[11]
- Costes Downtown , Budapest; (2022-ben nem kapott csillagot) - séf: Molnár Márk
- Babel , Budapest; séf: Kaszás Kornél
- SALT Étterem , Budapest; séf: Tóth Szilárd
- Essência , Budapest; séf: Tiago Sabarigo
- Rumour , Budapest; séf; Rácz Jenő
- 42 ; Esztergom; séf; Barna Ádám